# Pivoňka
Pivoňka (Paeonia) je jediný rod čeledi pivoňkovité (Paeoniaceae) z řádu lomikamenotvaré (Saxifragales) vyšších dvouděložných rostlin. Obsahuje asi 35 druhů, vyskytujících se převážně v mírně teplých oblastech severní polokoule. Jedná se o velmi významné rostliny v okrasném zahradnictví, jichž bylo vyšlechtěno veliké množství kultivarů, které jsou oproti čistým botanickým formám převážně plnokvěté. Uplatňují se i jako řezané květiny. V kultuře se pěstují již více než dva tisíce let; první záznamy pocházejí z období čínské dynastie Chan (3. století př. n. l.). Latinský název je odvozen z řečtiny, od legendární postavy bylinkáře Paióna, Asklépiova učedníka, kterého po jeho úkladné vraždě bůh Hádes z vděčnosti za uzdravení proměnil v květinu. Zkomolením středolatinského názvu Pionia vzniklo vložením protetického v i staročeské slovo pivoňka.

## Charakteristika

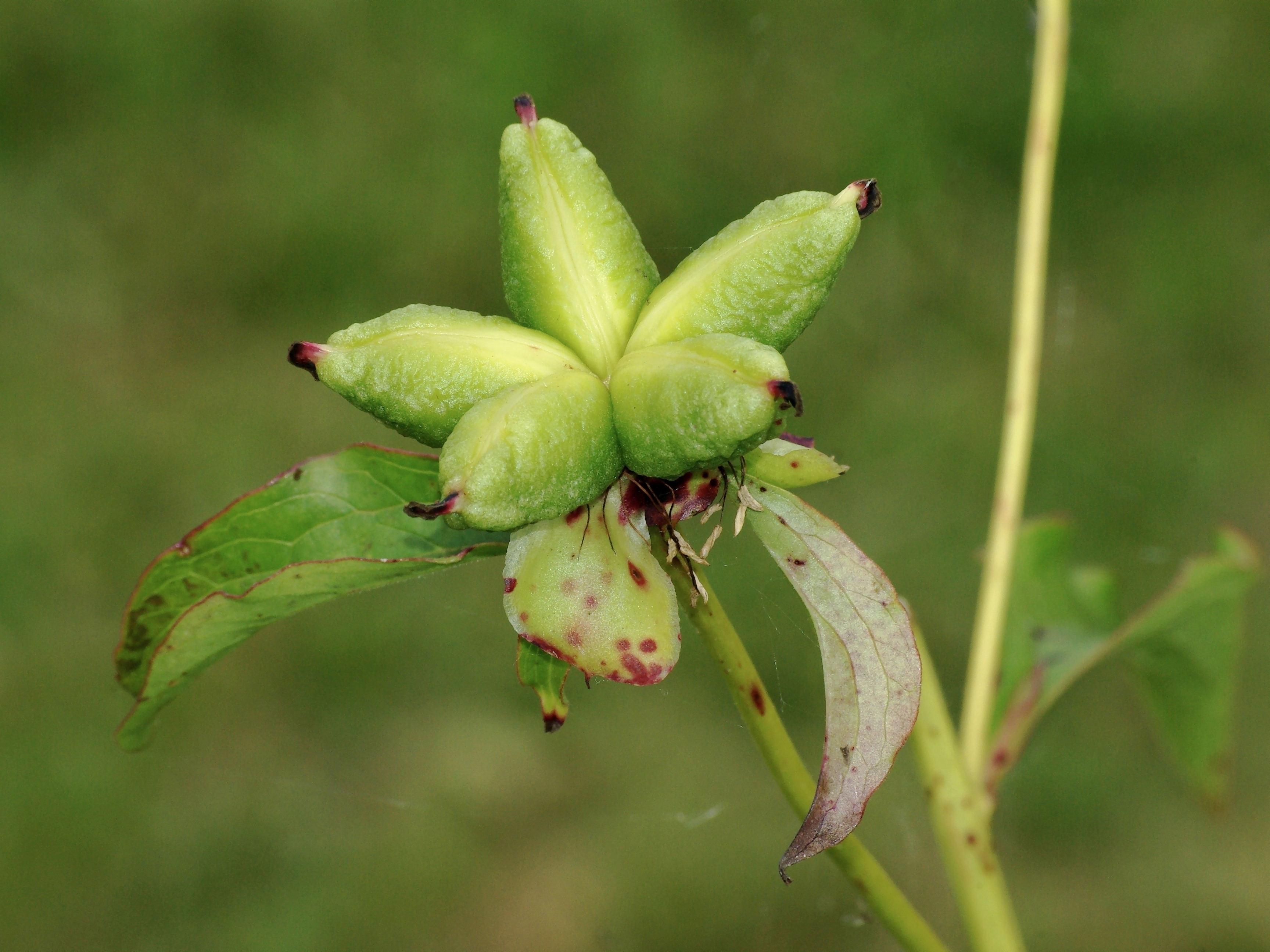
Nezralé plody pivoňky čínské

Pivoňky jsou vytrvalé byliny, polokeře či keře se střídavými, zpeřenými či hluboce dělenými listy, bez palistů. Jejich kořeny jsou poměrně mělké, ale silné, bohatě větvené, často hlízovitě či vřetenovitě ztlustlé. Zajímavostí je tvar cév se schoďovitou perforací. Siličné buňky chybějí.
Květy pivoněk jsou oboupohlavné, bývají opylovány hmyzem (entomogamní). Jsou jednotlivé, oboupohlavné. Květní obaly jsou s možnými přechody mezi listeny, kališními a korunními lístky. Kalich je volný, vytrvávající, většinou pětičetný, zelený. Korunní lístky bývají většinou velké a výrazně barevné, vzácněji jsou tuhé kožovité. Tyčinek je velký počet, u kulturních forem mohou být tyčinky přeměněné v nepravé korunní lístky (staminodia či petaloidy). Gyneceum je apokarpní, tvořené 2–15 volnými plodolisty, které mají tlusté stěny a velký počet vajíček. Stěny jsou nejprve otevřené, později se k sobě těsně přikládají a srůstají. Semeník je svrchní, blizny přisedlé a nápadně rozlišené. Na bázi plodolistů je nektárium vyrůstající na polštářkovitém kruhovitém terči. Z terče někdy vyrůstá blanitá pochva, která obaluje spodní část semeníků.
Plodem je dřevnatějící měchýřek. Semena jsou velká až 1 cm, lesklá, tmavá. Neoplozená vajíčka mohou přetrvávat jako jasně červená, neplodná semena, velice nápadná při otevírání měchýřků.

## Rozšíření a ekologie

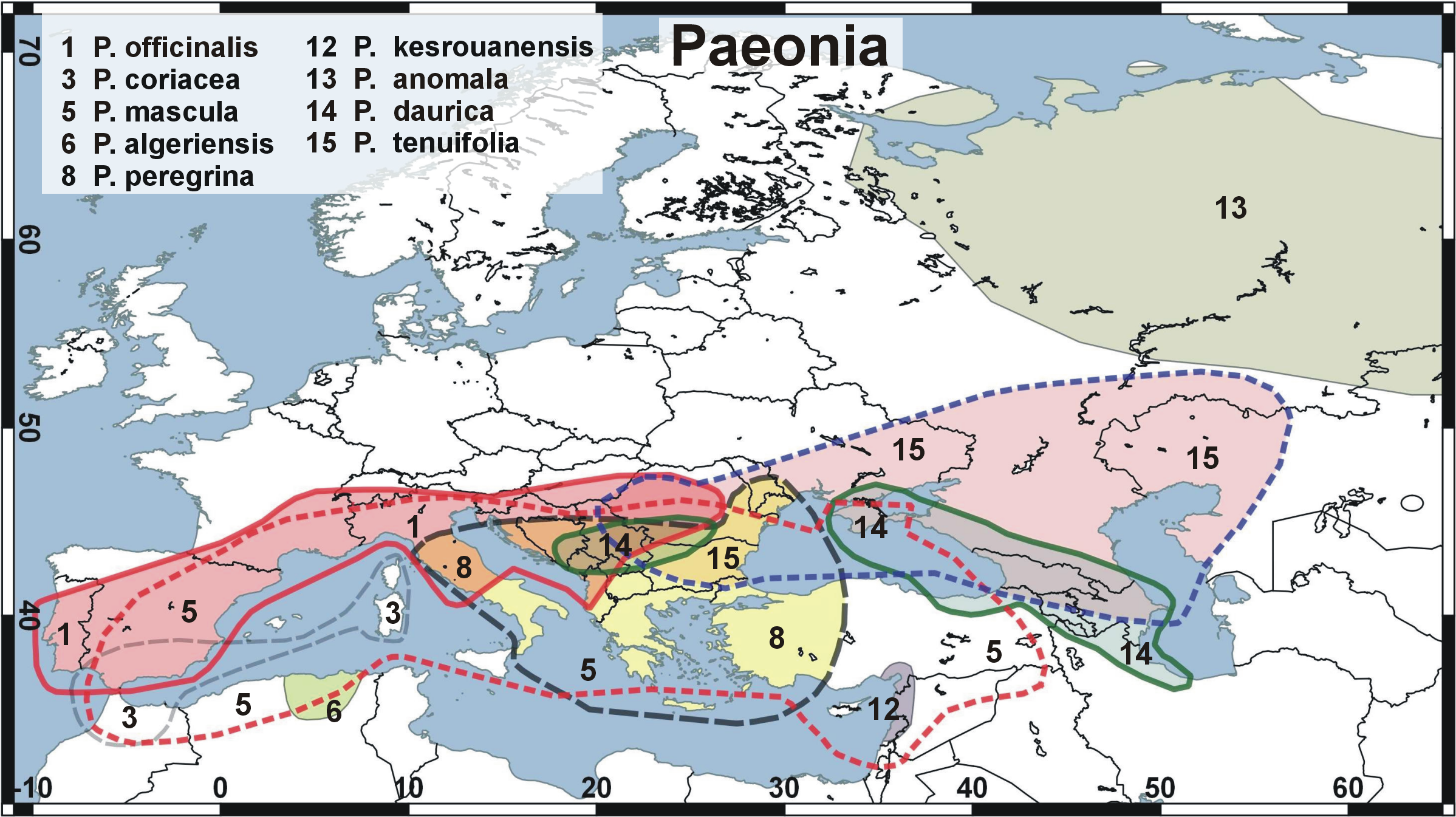
Přirozené areály jednotlivých druhů pivoněk v Evropě

Pivoňky rostou na severní polokouli, centrum rozšíření mají v horských oblastech Středomoří a Malé Asie, na Balkáně, na Kavkazu a v Číně. V Severní Americe jsou původní pouze 2 druhy. Vyrůstají převážně ve světlých (dubových či borových) lesích, na jejich okrajích a světlinách, na křovinatých stráních a svazích, loukách a pastvinách, v lesostepích a stepích, některé druhy též na skalách. Často preferují vápnité podloží.
Šíření na větší vzdálenosti je u pivoněk problematické vzhledem k poměrně velkým a těžkým semenům; v členitém terénu tak může docházet ke vzniku izolovaných, blízce příbuzných populací se samostatným vývojem (typicky například na Kavkazu). Pro své nároky na prostředí a pomalé šíření patří mnohé druhy v přirozeném prostředí k ohroženým.

## Taxonomie
Pivoňky jsou většinou autorů řazeny do samostatné čeledi pivoňkovitých (Paeoniaceae Raf. 1815), ve které jsou jediným rodem. V některých starších systémech se uvádějí jako podčeleď Paeonioideae z čeledi pryskyřníkovitých (Ranunculaceae). Podle současných poznatků patří do vývojové větve rostlin lomikamenotvarých (Saxifragales). Vnitřní uspořádání rodu je složité, situaci komplikuje častá hybridizace, a to i mezi jednotlivými sekcemi. Mnozí kříženci vznikli až v kultuře a nemají žádné přirozené rozšíření ve volném přírodě.

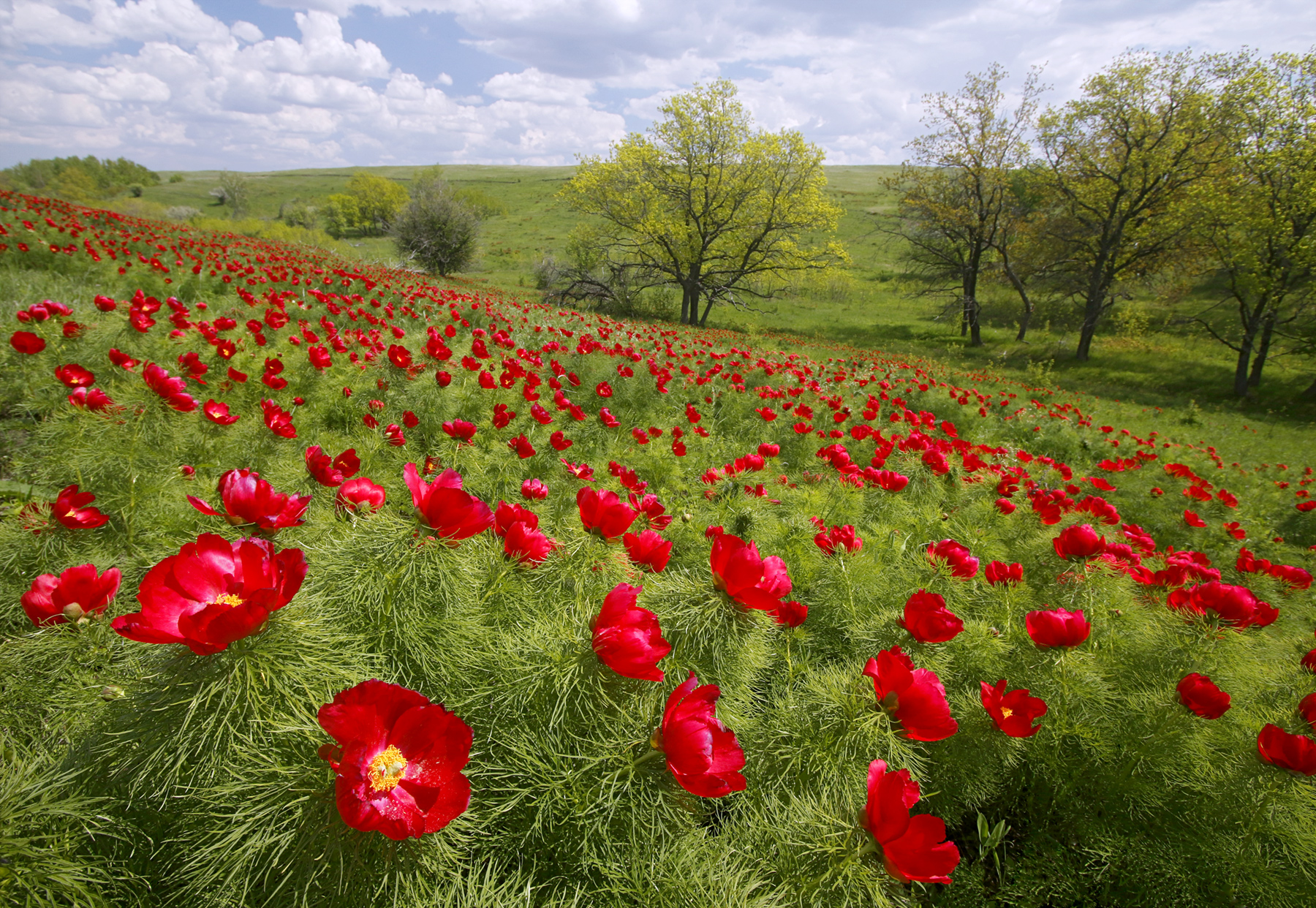
Porost pivoňky úzkolisté v lesostepi v Rusku

### Přehled druhů
- sekce Moutan (dřevité pivoňky)
  - podsekce Vaginatae
    - Paeonia ostii – Čína[5]
    - Paeonia rockii – Čína[6]
    - Paeonia decomposita – Čína
    - Paeonia jishanensis – Čína
    - Paeonia qiui – Čína
    - Paeonia ×yananensis – Čína

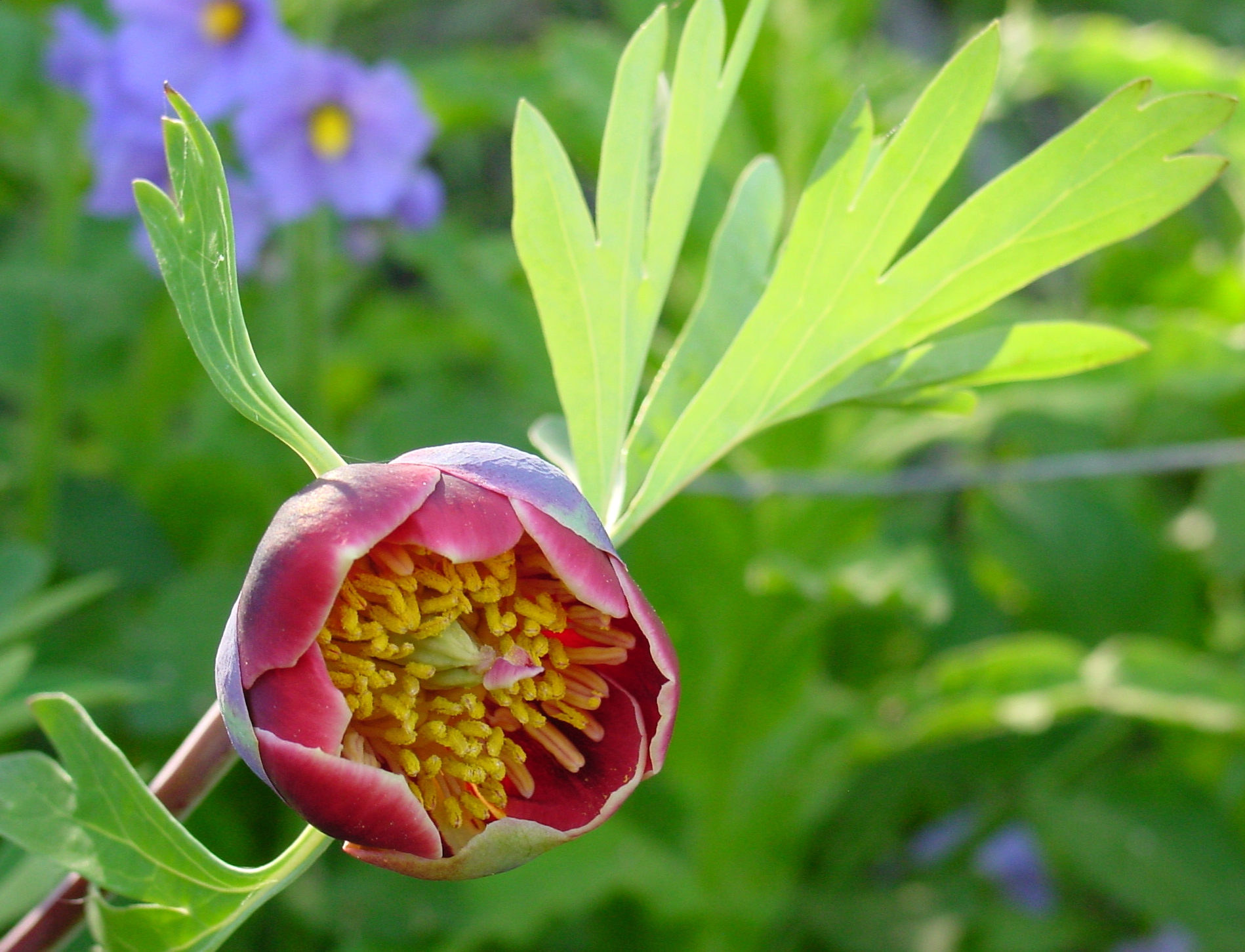
Pivoňka Paeonia californica

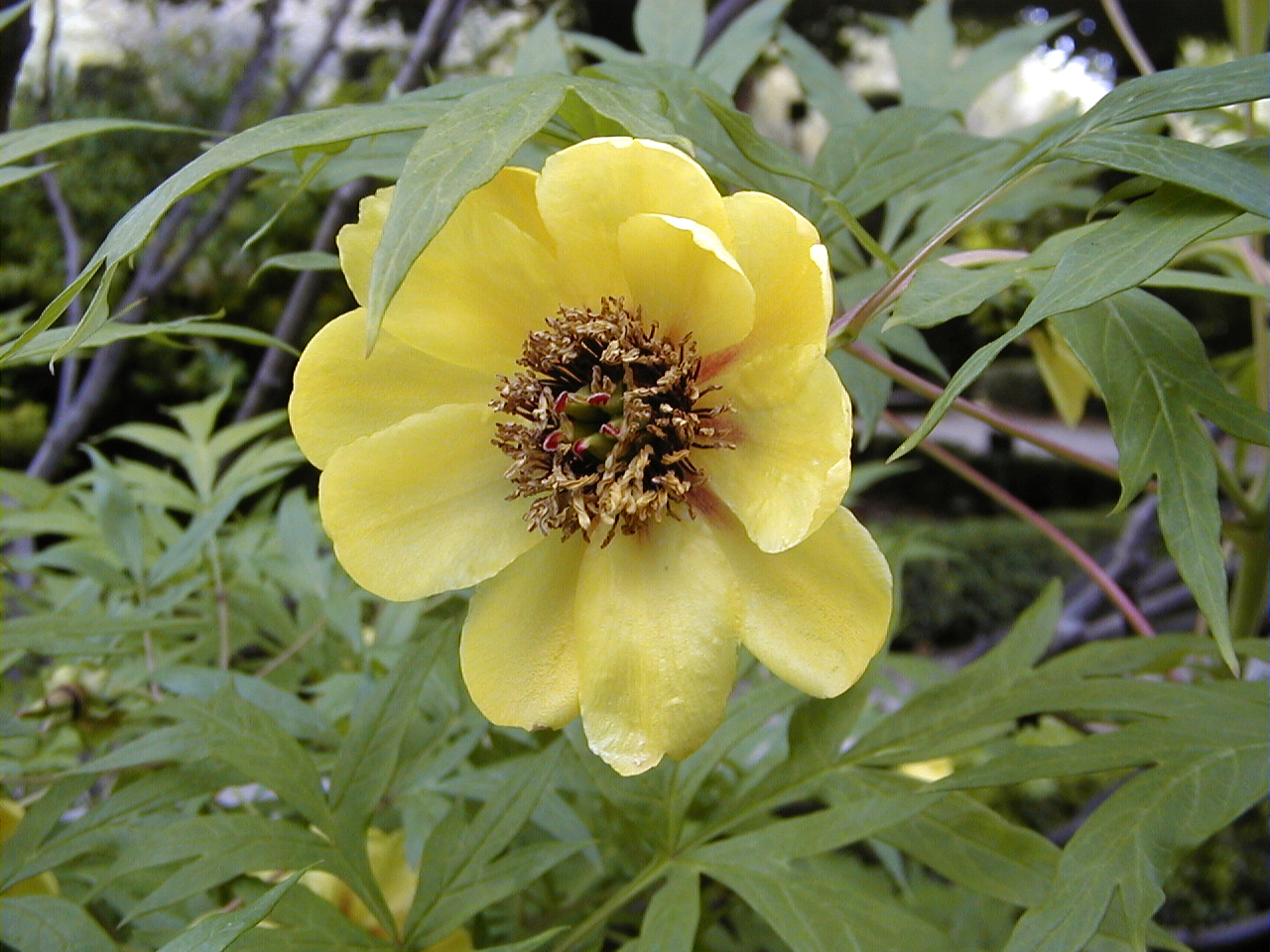
Pivoňka Paeonia lutea

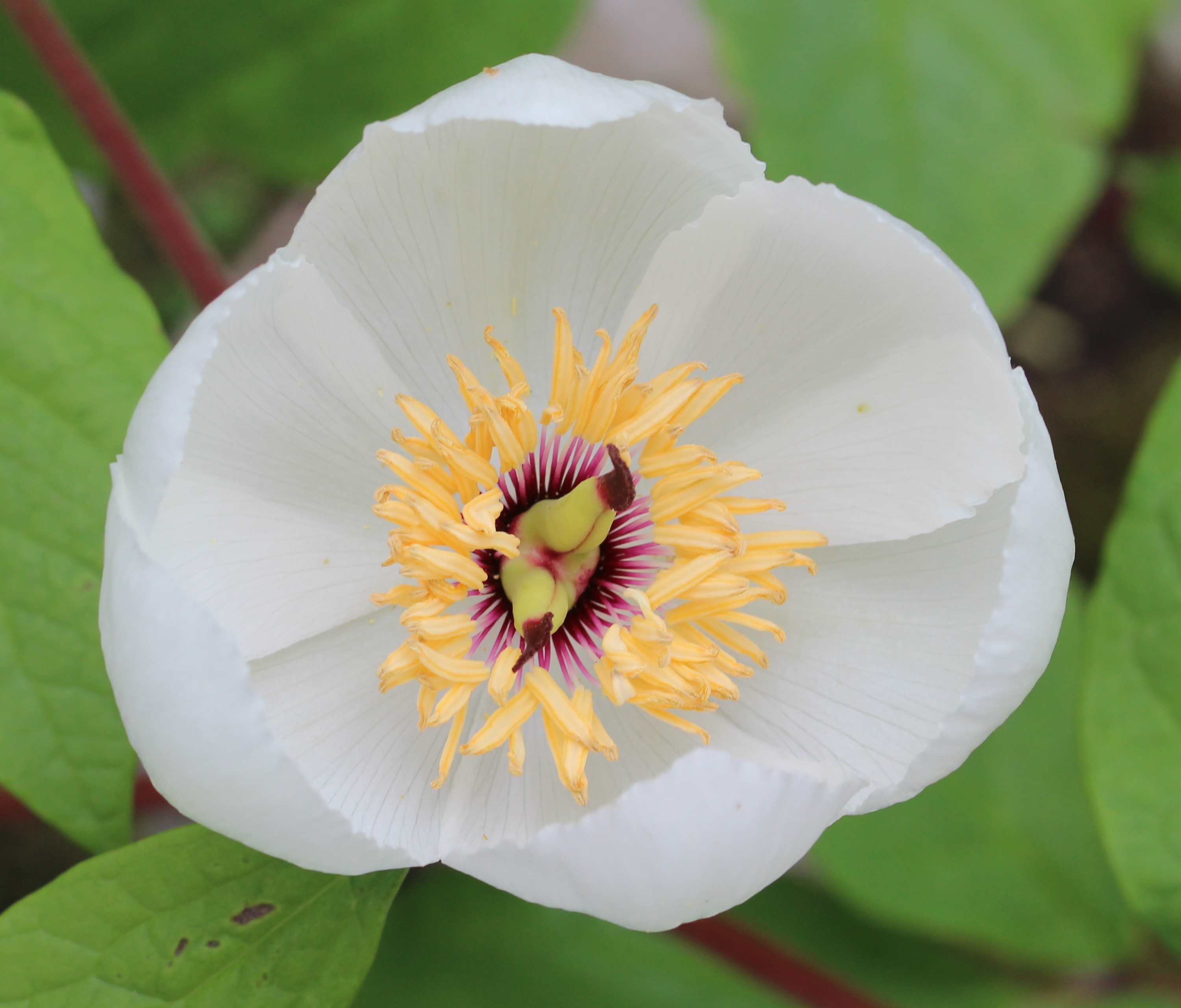
Pivoňka Paeonia japonica

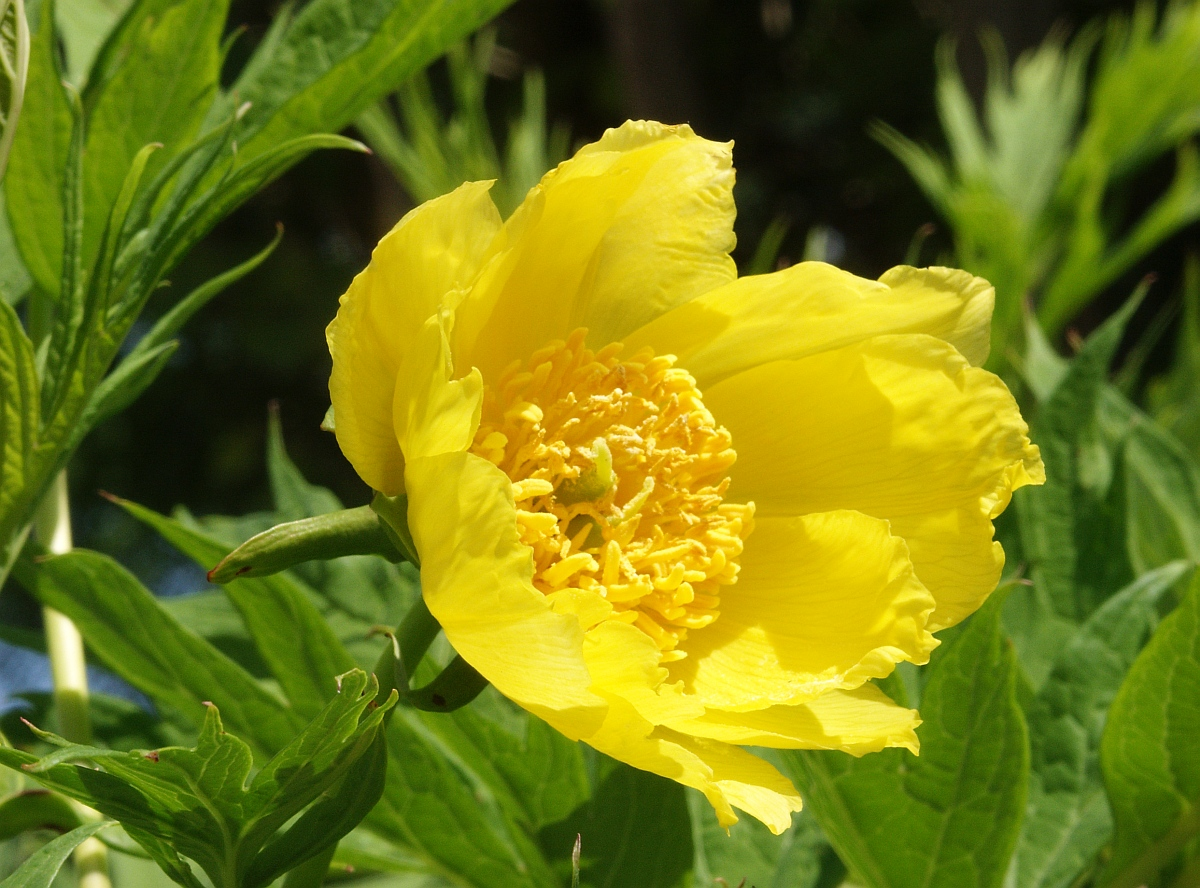
Pivoňka Paeonia ludlowii

    - Paeonia suffruticosa – zahradní hybrid[7]

  - podsekce Delavayanae
    - Paeonia delavayi – Čína[8]
    - Paeonia ludlowii – Čína[9]
    - Paeonia lutea – Čína
- sekce Onaepia (americké pivoňky, bylinné)
  -     - Paeonia brownii – západ Severní Ameriky
    - Paeonia californica – západ Severní Ameriky
- sekce Paeoniae (eurasijské pivoňky, bylinné)
  - podsekce Dissectifoliae
    - Paeonia tenuifolia – jihovýchodní Evropa[10]
    - Paeonia peregrina – Balkán, Turecko[11]
    - Paeonia anomala – Evropa, Asie, s několika poddruhy[12]
    - Paeonia intermedia – Evropa, Asie

  - podsekce Foliolatae
    - Paeonia mlokosewitschii – Kavkaz[13]
    - Paeonia macrophylla – Kavkaz
    - Paeonia wittmanniana – Kavkaz
    - Paeonia tomentosa – Kavkaz
    - Paeonia emodi – Himálaj
    - Paeonia lactiflora – Čína, Mongolsko,východ Ruska[14]
    - Paeonia mairei – Čína[15]
    - Paeonia sterniana – Tibet
    - Paeonia obovata – východní Asie
    - Paeonia japonica – Japonsko, Korea, Mandžusko
    - Paeonia officinalis – Středomoří
    - Paeonia clusii – Kréta, Karpatos
    - Paeonia arietina – Středomoří
    - Paeonia coriacea – Středomoří
    - Paeonia broteri – Pyrenejský poloostrov[16]
    - Paeonia cambessedesii – Balearské ostrovy[17]
    - Paeonia kesrouanensis – Turecko, Sýrie, Libanon[18]
    - Paeonia mascula – Středomoří
    - Paeonia russoi – Středomoří[19]
    - Paeonia caucasica – Turecko, Kavkaz
    - Paeonia daurica – Turecko, Kavkaz, Krym, Balkán, Írán[20]
    - Paeonia parnassica – Řecko

## Využití

### Léčitelství
V evropském léčitelství se jako expektorans velmi zřídka užívá pivoňka lékařská. Pomáhá léčit žaludeční křeče a uvolňuje střevní peristaltiku. Jedná se o jedovatou rostlinu.

## Pěstování
Při pěstování pivoňky vyžadují lehkou až středně těžkou (hlinitopísčitou), kyprou, dostatečně humózní a zvlhčenou půdu. Nejlépe prospívají na chráněném slunném stanovišti či v polostínu, v zastínění špatně kvetou. V silných mrazech je vhodné použít zimní ochranu, mohou též trpět pozdními mrazíky. V suchém létě ocení vydatnou zálivku. Množí se nejsnadněji dělením trsů, dřevité formy též řízkováním, roubováním a hřížením. Při množení ze semen je nutno brát v úvahu jejich sklony k přirozené hybridizaci. Nejčastěji pěstovanými pivoňkami jsou v Evropě pivoňka lékařská (Paeonia officinalis) a pivoňka čínská (P. lactiflora) a jejich zahradní kultivary a hybridy. Velké sbírky planých i kulturních pivoněk je v České republice možno navštívit v Botanické zahradě hl. m. Prahy a v Průhonické botanické zahradě na Chotobuzi.